# 穆索莱布赖
穆索莱布赖（法語：Mousseaux-lès-Bray，法語發音：[muso lɛ bʁɛ] ⓘ，意为“布赖附近的穆索”）是法国塞纳-马恩省的一个市镇，属于普罗万区。

## 地理
穆索莱布赖（48°24'49"N, 3°13'12"E）面积8.67 平方千米，位于法国法蘭西島大區塞纳-马恩省，该省份为法国北部内陆省份，北起瓦兹省，西接埃松省、马恩河谷省、塞纳-圣但尼省和瓦兹河谷省，南至卢瓦雷省，东南接约讷省，东临马恩省和奥布省，东北接埃纳省。
与穆索莱布赖接壤的市镇（或旧市镇、城区）包括：塞日讷、巴佐什莱布赖、塞纳河畔布赖、塞纳河畔穆伊。
穆索莱布赖的时区为UTC+01:00、UTC+02:00（夏令时）。

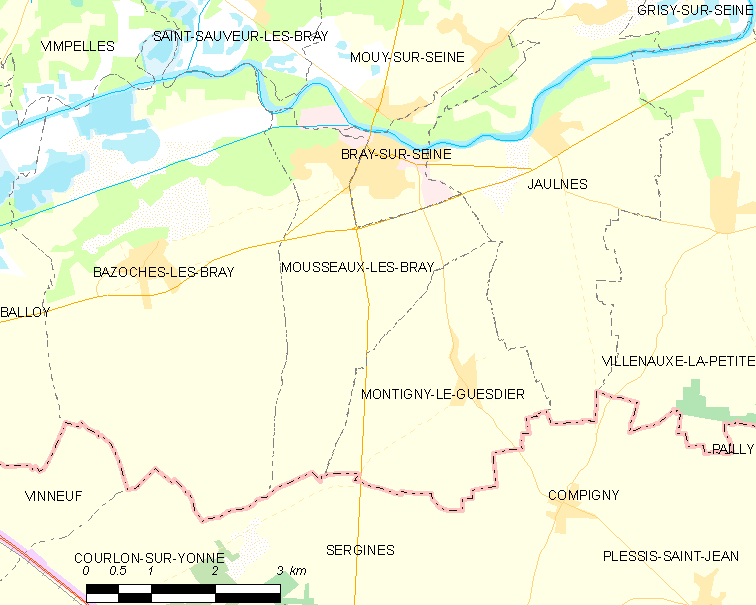
穆索莱布赖的OSM定位图

## 行政
穆索莱布赖的邮政编码为77480，INSEE市镇编码为77321。

## 政治
穆索莱布赖所属的省级选区为普罗万县。

## 人口

1962-2008年间穆索莱布赖人口变化图示

穆索莱布赖于2022年1月1日时的人口数量为672人。